# Teletext

Teletext-Symbol auf Fernbedienungen nach IEC 60417

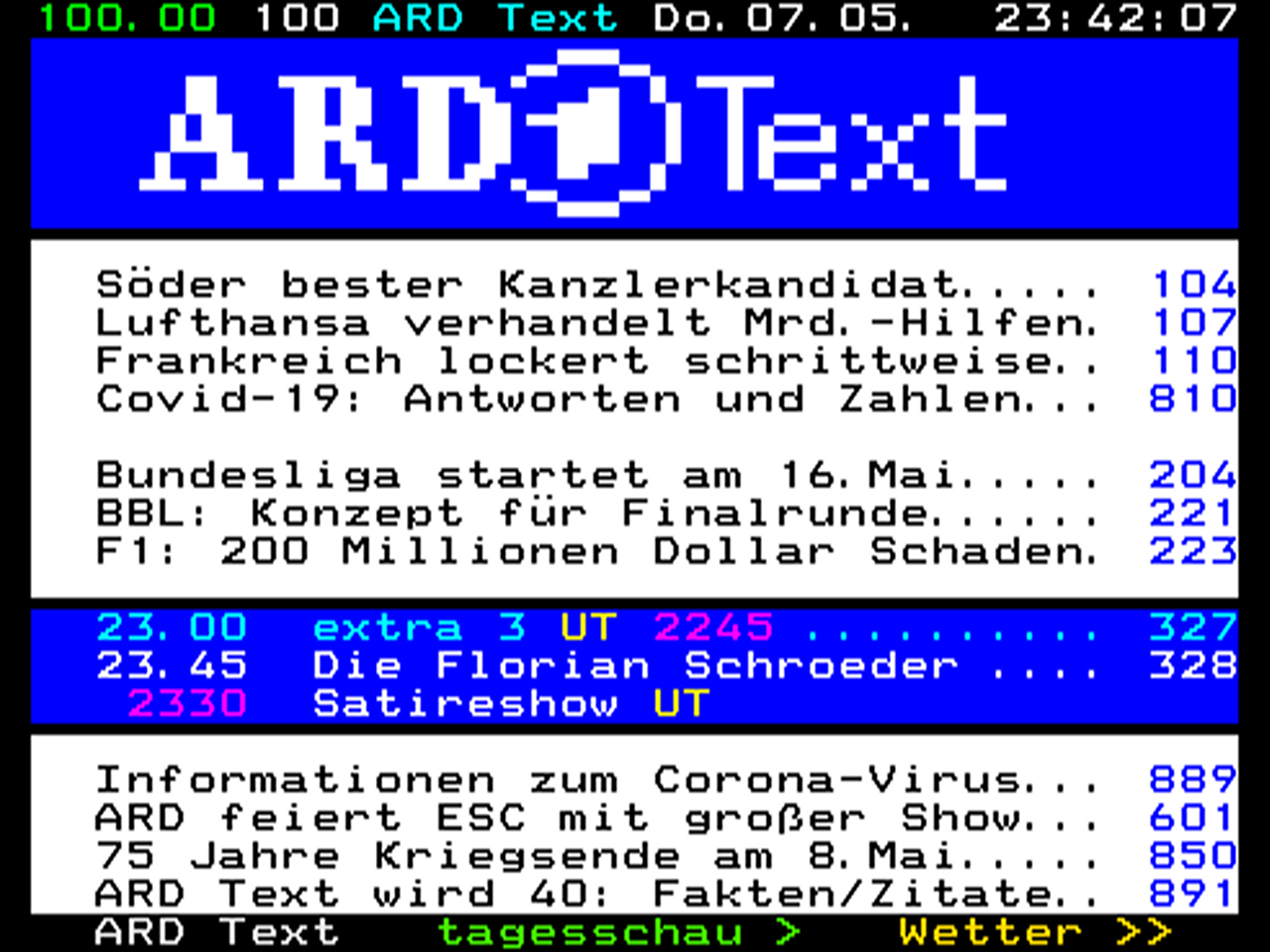
Der ARD-Text (2020)

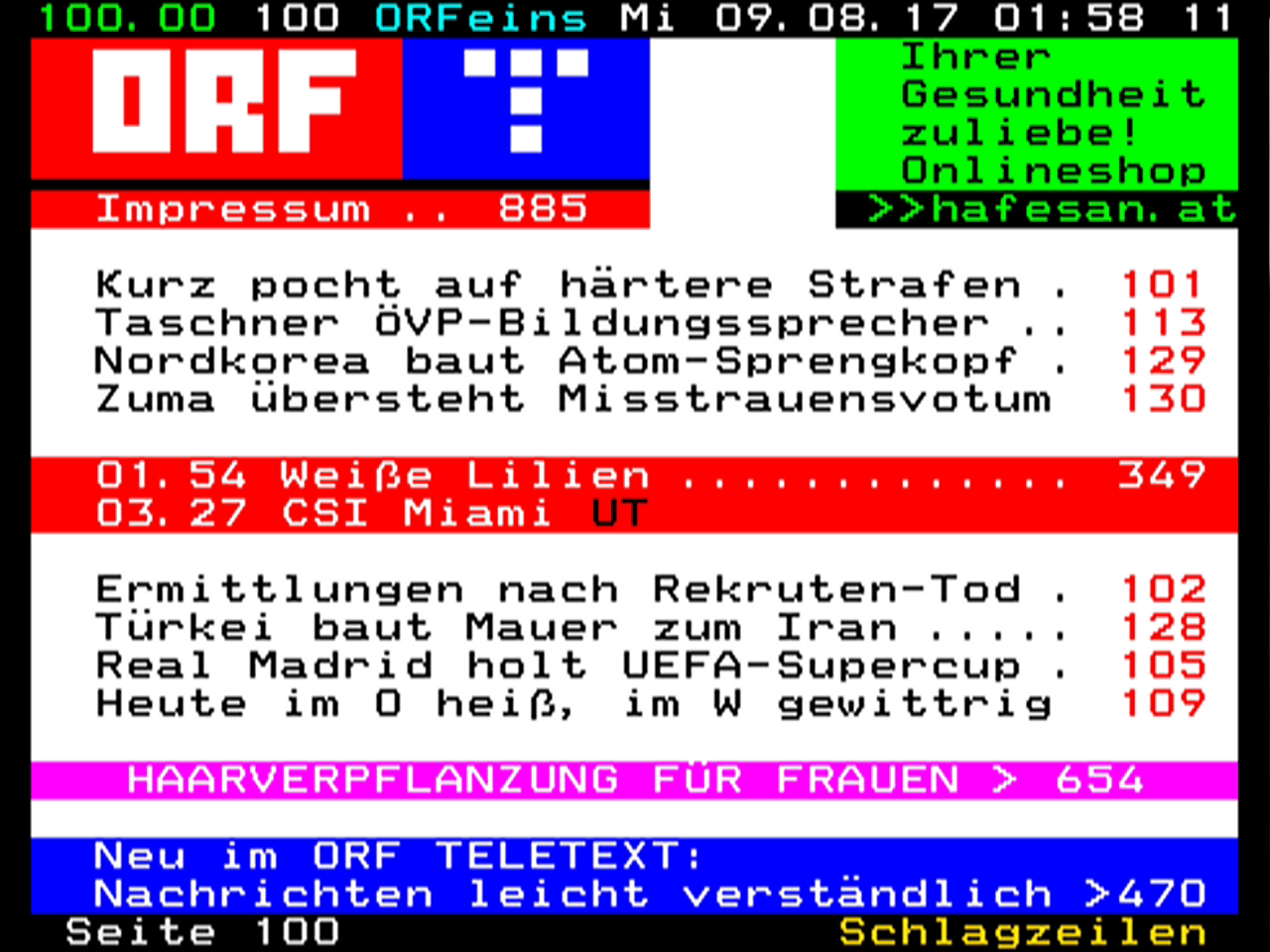
Der ORF-eins-Teletext (2017)

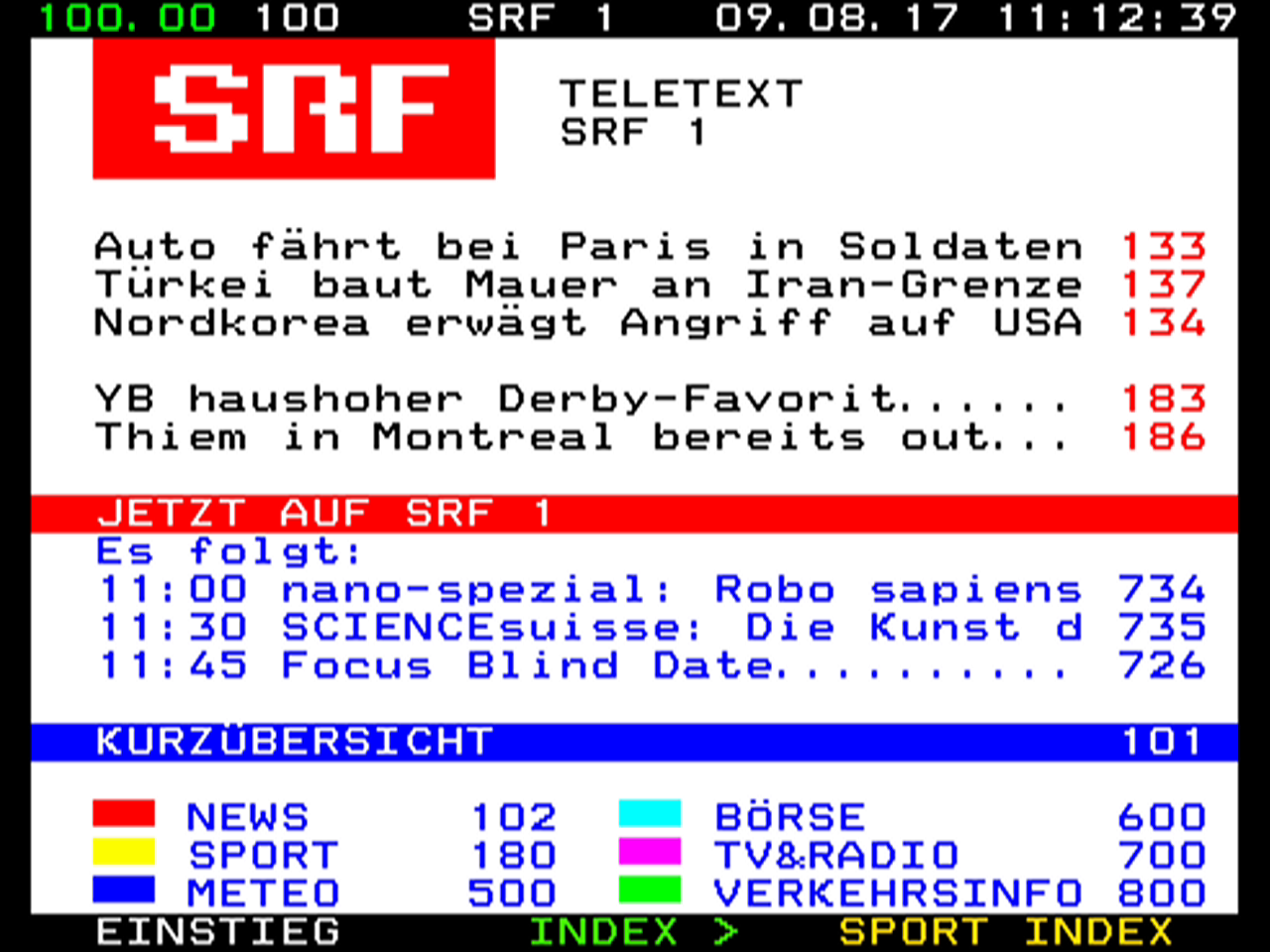
Teletext SRF 1 (2017)

Unter Teletext, in Deutschland auch Videotext genannt, versteht man eine Kommunikationsform zur Verbreitung von Nachrichten, Texten und bildhaften Darstellungen, die bei analoger Übertragung in der Austastlücke des Fernsehsignals eines Fernsehsenders ausgestrahlt werden und aus denen der Benutzer gewünschte Angaben zur Darstellung auf dem Bildschirm eines Fernsehgerätes auswählen kann. Bei heutiger digitaler (DVB) Übertragung wird das digitale Teletextsignal direkt als zusätzlicher Stream in den MPEG-TS-Container eingebettet. DVB-Receiver können diese zur Anzeige auf alten TV-Geräten wieder in die Austastlücke eines analogen Signals aufmodulieren.

## Übertragung und Praxis
Ein analoges Fernsehbild nach mitteleuropäischer Fernsehnorm hat 625 Bildzeilen. Davon werden aber nur 576 Zeilen für die Übertragung eines Bildinhalts benutzt, wobei der Rest die Austastlücke ist, während der sich das Fernsehgerät auf den Empfang des nächsten Bildes vorbereitet. So kamen Anfang der 1970er Jahre Fernsehtechniker der BBC auf die Idee, Zusatzinformationen in diesem ungenutzten Bereich zu übertragen. Daraus entstand 1974 die erste Spezifikation des U. K. Teletext Standard. Dessen Textdaten sind seitenweise organisiert und bieten Platz für 25 Zeilen zu je 40 Zeichen Text (23 Zeilen sind frei editierbar, die anderen für Kopf- und Fußzeilen reserviert). Die Seiten können mit 96 verschiedenen Buchstaben, Ziffern und Sonderzeichen sowie 128 Grafikzeichen gestaltet werden. Dies entspricht dem Stand der Technik zur Zeit der Einführung des Teletexts. Der Hintergrund kann üblicherweise zwischen deckend (zur besseren Lesbarkeit) und transparent (zur Verfolgung des Programms) umgeschaltet werden. Jeder Tafel ist eine Sprache zugeordnet, die in drei Bit kodiert ist und grundsätzlich alle westeuropäischen Sprachen per Zeichenersetzung nach ISO 646 abdeckt. Zusätzlich gab es in der Sowjetunion Videotext mit kyrillischer und in Nahost mit arabischer Schrift.
Ältere Fernseher bauen jede Seite einzeln aus dem Datenstrom auf, was zu langen Wartezeiten führen kann. Da nicht alle Seiten gleichzeitig in der Austastlücke kodiert werden, müssen diese Geräte warten, bis die angeforderte Seite ausgestrahlt wird. Die heute üblichen Seitenspeicher in Fernsehgeräten waren trotz des geringen Umfangs der Daten in der Anfangszeit des Teletextsystems aus Herstellersicht zu teuer. In älteren Geräten konnten einzelne Seiten bestimmt werden, welche im Seitenspeicher gespeichert werden sollten und dadurch schneller verfügbar waren. Bei einfachen Dekodern waren das standardmäßig immer die laufende Folgeseite und oft noch die Magazinseiten 100, 200, 300… Da jedoch heutzutage die Preise für Speicherchips stark gefallen sind, verfügen aktuelle Geräte meist über einen Speicher mit einem Umfang von zehn bis mehr als 2000 Seiten (vermarktet unter Begriffen wie MegaText oder TOP-Text), aus dem die gewünschte Seite abgerufen werden kann.
Obwohl Teletext nur Seitennummern von 100 bis 899 (Kodierung s. u.) haben kann, ist ein Speicher von mehr als 800 Seiten sinnvoll: Diese Speicher können auch noch die Unterseiten einzelner Tafeln (also vollständige Rollseiten) speichern.
Obwohl der Teletext immer mit dem aktuellen Fernsehbild übertragen wird, war eine Aufzeichnung des Textes mit dem Programm mit analogen Videorecordern (VHS) normalerweise aufgrund der zu geringen Bandbreite kaum möglich, dazu waren S-VHS- oder professionelle Systeme (z. B. Betacam SP) erforderlich. Mit dem PC unter Windows im Format .wtv aufgezeichnete Sendungen beinhalten die Teletext-Daten des jeweiligen Kanals zum Zeitpunkt der Aufzeichnung vollständig.
Zur Übertragung werden die Zeilen 7–15, 20–21 im ersten Halbbild und 320–328, 333–334 im zweiten Halbbild benutzt.

## Zeichensätze
Die in ETSI EN 300 706 definierten Zeichensätze des in Europa verwendeten Teletext-Standards sind auf der Seite Teletext-Zeichensätze (ETSI EN 300 706) beschrieben.

## Adressierung
Die einzelnen Seiten oder Tafeln werden über einen dreistelligen Code ausgewählt. Die erste Ziffer der Seitennummer, das so genannte Magazin, ist mit 3 Bit codiert und kann nur die Werte 1–8 annehmen (0 wird als 8 interpretiert), die zweite und dritte Ziffer sind mit 4 Bit codiert, wodurch auch Hexadezimalzahlen möglich sind, die man allerdings mit normalen Fernsehgeräten nicht aufrufen kann. Adressen wie 1F6 oder 8AA werden jedoch teilweise für Testseiten, Steuerseiten für den TOP-Text oder gebührenpflichtige Teletextangebote genutzt.
Die Seiten werden nacheinander in einer Endlosschleife, dem sogenannten Karussell, übertragen; da in jede einzelne Austastlücke nur wenige Daten passen, dauert es nach der Wahl einer Seite eine Zeit lang, bis diese wieder gesendet wird. Die Hauptseite 100 und oft auch die übrigen Magazinseiten 200, 300, … können sehr häufig in das Karussell eingespeist werden, sodass diese Seiten sehr schnell angezeigt werden. Die angewählte Seite wird im Empfänger gespeichert, damit sie in Ruhe betrachtet werden kann. Untertafeln von Rollseiten werden im fest definierten Zeitabstand (bei umfangreichen Textangeboten optional häufiger) wiederholt. Heutige Fernsehgeräte besitzen genügend Speicher, in dem viele (typischerweise 10 bis 2000) oder alle Seiten einschließlich Unterseiten gleichzeitig gespeichert werden können. Somit stehen diese dann bei Anwahl sofort zur Verfügung. Nur nach einem Senderwechsel dauert es immer noch einige Zeit (ein bis zwei Minuten), bis die Seiten des neuen Senders gespeichert sind.

## Seitenbelegung
Inhalt des Teletextes sind meist programmbezogene Zusatzinformationen, das Fernsehprogramm oder Nachrichten. Viele Privatsender senden außerdem Werbung, überwiegend für gebührenpflichtige Telefon-Hotlines, Gewinnspiele oder Erotik-Angebote. Vereinzelt wurde auch mit interaktiven Teletextseiten experimentiert, bei der ein Anrufer über ein Telefon mit Tonwahl beispielsweise Kleinanzeigen aufgeben konnte, die Bedeutung dieser Angebote ist jedoch durch das Internet zurückgegangen. Dagegen sind bei den deutschen Privatsendern inzwischen SMS-basierte interaktive Angebote (SMS-Chat, auch Kleinanzeigen) recht verbreitet.
Bei den deutschen, österreichischen und Schweizer Vollprogrammen (Das Erste, ZDF, RTL, Sat.1, ProSieben, VOX, Kabel eins, RTL II, ORF eins, ORF 2, ORF III, ORF SPORT +, SRF 1, SRF zwei und SRF info) ergibt sich folgende Aufteilung der Inhalte:
- Seite 100 ist die Startseite
- Seite 101 ff. Nachrichten (Schweizer Radio und Fernsehen: Seite 110 ff.)
- Seite 111 für die „letzte Meldung“
- Seite 200 ff. Sport (Schweizer Radio und Fernsehen: Seite 180 ff.)
- Seite 222 für die „letzte“ Sportmeldung
- Seite 300 ff. TV-Programm
- Seite 333 Name der aktuell ausgestrahlten Sendung (transparent)

In der Schweiz gilt unabhängig der Sprache bei den landesweiten Service-Public-Sendern per 2022 folgende Aufteilung (SRF 1, SRF zwei, SRF info, RTS 1, RTS 2, RSI LA 1, RSI LA 2):
- Seite 100 ist die Startseite
- Seite 101 ff. Nachrichten
- Seite 180 bis 199 für Sportnachrichten
- Seite 200 bis 399 für Sportresultate
- Seite 500 ff. Wetter
- Seite 700 ff. TV-Programm

Daneben werden oder wurden je nach Sender (besonders in den öffentlich-rechtlichen) weitere Nachrichten zu speziellen Themen auf anderen Seiten angeboten, z. B. Wissenschaft, Gesundheit, Natur, Wirtschaft, Börsenkurse und Prominews. Zudem gibt oder gab es programmbegleitende Informationen zum Nachlesen, Tipps, Ankunfts- und Abflugzeiten an Flughäfen, Stauprognosen, Weltzeituhr, Verkehrsnachrichten etc.
Seiten können aus mehreren Unterseiten bestehen, die nacheinander übertragen und angezeigt werden. Solche Seiten erkennt man an Markierungen wie 1/2 (erste von zwei Unterseiten).
Fast jeder Teletextdienst sendet auf einer Seite ein Testbild mit dem verfügbaren Zeichensatz und einer Darstellung von Buchstaben in doppelter Höhe, blinkendem Text und versteckter Information (Rätseltaste) sowie eine weitere Seite, die Clockcracker-Testseite, aus, die fehlerfrei dargestellt wird, wenn die Taktfrequenz des Decoders synchron zum Fernsehbild ist. Wenn der Clockcracker nicht richtig dargestellt wird, läuft der Decoder zu schnell oder zu langsam und muss nachgeregelt werden.
Einige Sender senden zu bestimmten Sendungen auch Untertitel für Hörgeschädigte über den Teletext. Diese enthalten dann die Dialoge der Personen und beschreiben wichtige Geräusche. Die Untertitel befinden sich meistens auf den Seiten 777 (ZDF, ORF, SRF/RTS/RSI), 149 (deutsche Privatsender) oder 150 (Das Erste sowie Dritte Fernsehprogramme).
Gebrauch des Teletextes zur Programminformation
Die meisten Teletextdienste bieten eine Programmvorschau für die nächsten Tage, manche auch für mehrere Sender. Viele Sender bieten eine Tafel, auf der zu sehen ist, was gerade und als Nächstes gesendet wird. Es wird ein kleines Textfeld ins Bild eingeblendet, sodass man weiter dem laufenden Fernsehprogramm folgen kann. Bei deutschsprachigen Sendern wird dafür üblicherweise Tafel 333 verwendet. Weil der Teletext von einer Redaktion ständig aktualisiert wird, erscheinen dort meistens Programmänderungen sofort.
Auch bei Sportereignissen wie z. B. Fußballspielen, werden die aktuellen Ergebnisse in einer Ecke des Bildschirms dargestellt ohne den Rest des Bildes zu verdecken.

## Verbesserungen für die erleichterte Bedienung

### TOP (Table Of Pages)
Um die Bedienung zu erleichtern, wurde in Deutschland das TOP-Text-System (Table Of Pages) eingeführt. Über Daten auf speziellen Steuerseiten werden die einzelnen Tafeln in Rubriken eingeteilt, sog. Blöcke für eine höhere Hierarchieebene (z. B. Nachrichten, Sport, Programm) und Gruppen darunter (z. B. Inland/Ausland, Fußball/Tennis). Den Seiten können Kurzbezeichnungen zugeordnet werden, die in einer 25. Zeile farbig angezeigt und mit vier farbigen Tasten auf der Fernbedienung angewählt werden können. Außerdem werden Informationen übermittelt, welche Seiten existieren und welche über Unterseiten verfügen, mit deren Hilfe der Decoder die Zeile 25 generiert oder z. B. auch anzeigen kann, dass eine angewählte Seite nicht existiert.

### FLOF (Full Level One Facilities)
Beim FLOF-System (Full Level One Facilities), auch FasText genannt, kann mit jeder Seite die 25. Zeile mit Bezeichnungen, Darstellung und Nummern der Sprungziele separat übertragen werden. Damit hat die Redaktion die Möglichkeit, diese Verweise auf bis zu vier Seiten selbst zu gestalten und den Leser auf z. B. inhaltlich verwandte Themen (oder auch Werbeseiten etc.) zu leiten. Eine Information, welche Seiten existieren oder Unterseiten haben, gibt es bei FLOF nicht. Auch wird, anders als bei TOP, die zur jeweiligen Seite gehörende Information in der 25. Zeile erst beim Auffinden der angewählten Seite angezeigt, und nicht schon bei der Eingabe der Seitennummer wie bei TOP.
Mittlerweile unterstützen die meisten Decoder beide und nutzen fast alle Teletext-Dienste eines der Systeme – in Deutschland die meisten TOP, in anderen Ländern häufiger FLOF.

### Level 1.5

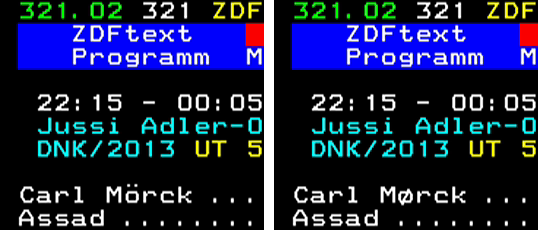
Vergleich zwischen Teletext-Level 1 und 1.5 (ZDF-Teletext); man beachte das 'ö' bzw. 'ø'

Durch Level 1.5 werden Zeichenersetzungen eingeführt. Pro Seite wird dabei eine Art Liste mit Ersetzungen übertragen, wobei jeweils ein Zeichen an bestimmter Stelle der ursprünglichen Seite durch ein anderes Zeichen ersetzt wird. Ein Decoder, der nur Level 1 unterstützt, ignoriert die Ersetzungen und zeigt lediglich den Inhalt der ursprünglichen Seite an.
Als „Ersetzungszeichen“ sind neben den bereits vorhandenen 96 Text- und 128 Grafikzeichen (G0- bzw. G1-Zeichensatz) 80 neue Text- und 92 weitere Grafikzeichen verfügbar (G2- bzw. G3-Zeichensatz). Weiterhin sind auch Zeichenkombinationen möglich, bei denen eines der 96 bisherigen Textzeichen mit einem von 16 diakritischen Zeichen überlagert wird.

### Level 2.5 (HiText)

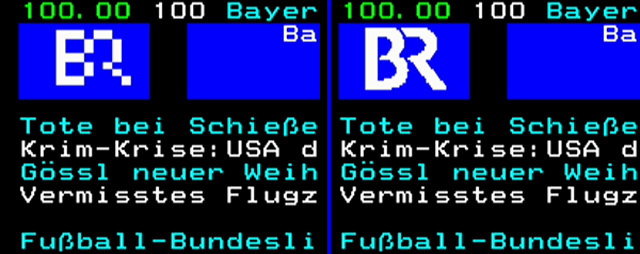
Vergleich zwischen Teletext-Level 1 und 2.5 (BR-Text Seite 100)

Eine weitere abwärtskompatible Erweiterung des Teletext-Standards mit der Bezeichnung Level 2.5 oder HiText erlaubt u. a. die freie Definition von 16 Farben, erweiterte Sonderzeichen und Formatierungen sowie die freie Definition eigener Zeichen, wodurch höher auflösende Grafiken möglich werden. Diese Erweiterung wird allerdings nur von wenigen Teletext-Diensten angeboten und von Dekodern vieler einfacher Geräte nicht unterstützt. Meist wird HiText nur für das eigene Senderlogo verwendet. Nachteilig ist, dass die Abwärtskompatibilität die Übertragung der Grafik in beiden Auflösungen erfordert und damit den Datenbedarf erhöht.

#### Anbieter
Aktuelle Anbieter von HiText im deutschen Sprachraum sind
- ZDF
- 3sat
- phoenix
- Thüringer Medienbildungszentrum der TLM in Gera (farbige Hintergründe, grafische Erweiterungen mit G3-Zeichen und Testseiten 460 bis 499)

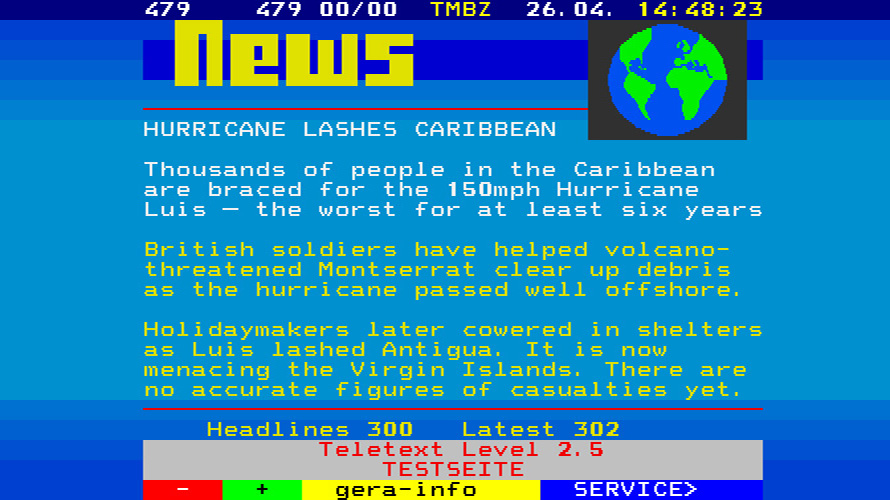
Eine Teletext Level-2.5-Testseite mit frei definierter Grafik (Globus-Symbol), erweiterter Farbpalette und Sidepanels zur Darstellung auf einem 16:9-Bildschirm. Ganz unten ist die farbige TOP-Text-Zeile zu erkennen.

Die ARD, der NDR, der SWR, arte und ProSieben haben nur Tests durchgeführt oder der Zeitraum war befristet. Das BR-Fernsehen hatte ihn 1999 als erste Anstalt innerhalb der ARD eingeführt, nach eigenen Angaben aber 2005 beendet und ihn schließlich 2011 wieder eingeführt.
Außerhalb des deutschen Sprachraums ist Level 2.5 bei France 3 (Senderlogo, Hintergrundfarbe) und NOS-Text in den Niederlanden (Hintergrund, sowie Testseite 389) im Einsatz.
Die damals führenden Anbieter von Decoderchips für das analoge Fernsehen waren Phlips und Siemens ('Megatext-Baustein'). Diese ICs wurden von nahezu allen Herstellern hochwertiger Fernsehgeräte verbaut. Es fehlte aber das entsprechende Inhaltsangebot der Fernsehsender. Seiteninhalte im Level 1.5 haben ein standardisiertes Erscheinungsbild ('Templates'), die von den Redakteuren nur mit Textinhalten gefüllt werden. Für die grafische Gestaltung und auch die Farbauswahl sind aber erfahrene Designer nötig. Gleichzeitig mit der Fertigstellung der 2.5-Norm kam um die Jahrtausendwende immer mehr das Internet in den Fokus. Die Fernsehsender verwendeten deshalb die Designer-Ressourcen in die Gestaltung ihres Online-Angebots.

### Level 3.5
Die Teletext-Norm ETSI EN 300 706 definiert noch einen darüber hinausgehenden Level 3.5 (mit farbigen hochauflösenden Grafiken, Proportionalschrift etc.), der allerdings kaum von Decodern oder Diensten unterstützt wird.

### Weitere Bedienerleichterungen
Im Decoder gibt es eine Vielzahl von Funktionen, welche die Bedienung erleichtern. Sie stehen über die Darstellung am Bildschirm und auf der Fernbedienung zur Verfügung und sind unabhängig von der Übertragungsnorm:
- veränderte Darstellung der Farbe
- Größere Schrift durch Verdopplung der Zeilenhöhe („halbe“ Seiten)
- Sprung zu den im Text dargestellten Seitennummern wie beim Folgen eines Links: Das System erkennt diese an drei aufeinanderfolgenden Ziffern; mit Tasten der Fernbedienung können diese angewählt werden, und mit Drücken der OK-Taste wählt der Decoder diese Seitennummer an. Dies wird in der Regel mit dem sog. Page Caching (dem Vorladen der Seiten) kombiniert
- gezielte Anwahl einer Unterseite (ebenfalls durch Page Caching unterstützt)

## Einzelne Länder

### Deutschland

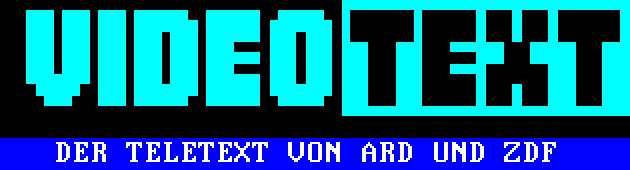
Videotext-Logo

Während der Funkausstellung 1977 in Berlin wurde Teletext/Videotext von ARD und ZDF erstmals mit einem 400-Seiten-Angebot vorgestellt. Eine Arbeitsgruppe unter Leitung von Frank Müller-Römer, Technischer Direktor des Bayerischen Rundfunks, in welcher Vertreter der Juristischen Kommission ARD/ZDF, der Technischen Kommission ARD/ZDF und der Finanzkommission ARD/ZDF mitarbeiteten, beschloss am 25. September 1978, den Intendanten der ARD den Testbetrieb von Teletext/Videotext vorzuschlagen. Dem wurde zugestimmt. Mit der Funkausstellung 1979 begann dann der bundesweite Testbetrieb der in Berlin beim SFB angesiedelten ARD/ZDF-Videotext-Redaktion unter Leitung von Alexander Kulpok, dem die Intendanten der ARD und des ZDF diese Funktion übertragen hatten. 1980 wurde das Videotext-Angebot der öffentlich-rechtlichen Rundfunkanstalten in den Regelbetrieb übergeführt. Unter der Bezeichnung ARD/ZDF-Videotext-Zentrale war diese Gemeinschaftseinrichtung der beiden öffentlich-rechtlichen Systeme weiterhin – bis zur Trennung von ARD und ZDF im Jahr 2000 beim Sender Freies Berlin angesiedelt. Die Bezeichnung „Videotext“, die oftmals zu Verwechslungen mit dem Schweizer Bildschirmtext-Angebot der Post führte, wurde in der Bundesrepublik Deutschland von der Kommission für den Ausbau des technischen Kommunikationssystems (KtK) unter Vorsitz von Eberhard Witte (1928–2016) festgelegt. Bis zum Jahr 2000 gehörte die ARD/ZDF-Videotext-Zentrale zum maßgeblichen Kreis der Teletext-Pioniere in der Europäischen Rundfunk-Union (EBU). Ihr Leiter Alexander Kulpok wurde zum EBU-Teletext-Koordinator in Genf berufen. Unter seinem Vorsitz entwickelte eine EBU-Arbeitsgruppe mit Vertretern aus Großbritannien, Norwegen, den Niederlanden und der Bundesrepublik u. a. im Jahr 1996 den Electronic Program Guide (EPG) – den Programmführer, der zu einem wichtigen Bestandteil aller Fernsehprogramme wurde. Das Angebot von Untertiteln für Hörgeschädigte begann zunächst bei der 20-Uhr-Tagesschau und wurde in internationaler Kooperation kontinuierlich auf Sportübertragungen und Spielfilme erweitert.
Der Regelbetrieb ab 1980 brachte für den SFB als Landesrundfunkanstalt im geteilten Berlin eine nützliche internationale Reputation. 2000 trennten sich ARD und ZDF, um zwei unabhängige Angebote zu starten. Seitdem war der SFB für den ARD-Text zuständig. Nach der Fusion der Sender SFB und Ostdeutscher Rundfunk Brandenburg (ORB) werden die meisten Inhalte vom Rundfunk Berlin-Brandenburg (RBB) aus Potsdam bearbeitet. Die aktuellen politischen Inhalte des ARD-Textes werden von der Redaktion Tagesschau.de beim Norddeutschen Rundfunk (NDR) in Hamburg bearbeitet.
In der Bundesrepublik begann 1983 der WDR-Text; 1984 folgten Südfunktext (SDR) und SWF-Text (1991 gemeinsam als Südwest-Text), 1985 hr-Fernsehtext, 1986 Bayerntext (BR), 1988 Nordtext (NDR/SFB/RB) und 1989 Saartext (SR). 1989 startete auch das Fernsehen der DDR einen Videotext-Versuchsbetrieb, woraus 1992 der orb-mdr-text und 1997 die separaten Dienste ORBtext und mdr-text hervorgingen. Ebenfalls 1992 begann der BerlinText des SFB, der 2004 mit dem ORBtext zum rbbtext fusionierte. Einer der ersten privaten Anbieter war 1986 der Tagesspiegel-Videotext (TSVT) in Berlin auf den Frequenzen von Sat.1 und RTL plus, die seit 1988 bzw. 1993 eigene Teletext-Dienste anbieten.
Im Jahre 2010 hatte in Deutschland der Teletext der ARD, ARD-Text, mit 18,6 % den größten Marktanteil, vor dem des ZDF, ZDF-Text, mit 14,8 % und dem des RTL mit 13,4 % Marktanteil.
Ab dem 16. August 2012 fand im Teletext der ARD ein einmonatiges Internationales Teletext Art Festival statt.
Für den ARD-Text arbeiten 18 Redakteure. Laut Angaben des Senders kostet der Betrieb im Jahr etwa 1,7 Millionen Euro.
RTL ist mit 11 Prozent Marktanteil der quotenstärkste Anbieter unter den Privatsendern.
Die ARD liefert zusätzlich zum Teletext seit 2008 den neuen Standard Hybrid Broadcast Broadband TV, kurz HbbTV, aus. Dieses System bietet deutlich mehr Möglichkeiten als der Teletext, unter anderem können Rundfunk- und Internetinhalte damit verknüpft werden.
Für Sendungen wie Tatort, Fußballspiele oder den Eurovision Song Contest wird Teletwitter angeboten. Über dieses neue Format werden Kommentare von Twitter nach redaktioneller Freigabe in den Teletext eingespeist.
Im Jahr 2013 zählte die GfK im ARD-Text knapp 44 Millionen verschiedene Besucher, davon nutzten 12,37 Millionen Zuschauer verschiedene Teletextangebote, 2017 hatte er nach Angaben von ARD Trend noch mehr als 15 Millionen tägliche Besucher, davon 12 Millionen allein bei ARD und ZDF. Besonders beliebt sind Nachrichten, Sport und die Programmseiten, aber auch die Begleitung von Live-Events (z. B. ESC Song Contest) und spezifische Angebote wie das Tatort-Magazin.
Aufgrund sinkender, wenn auch mit Stand von April 2025 noch hoher Nutzungszahlen, erwartbarer deutlicher Rückgänge von Nutzerzahlen, Einsparmaßnahmen und veralteter nicht mehr ersetzbarer Technik stellte zum 1. Februar 2025 der Bayerische Rundfunk sein eigenes Teletext-Programm ein und liefert nun die Seiten des ARD-Teletextes, ergänzt um regionale Inhalte, aus.
Der rbb will aus denselben Gründen sein Teletext-Angebot zum 1. Januar 2026 einstellen.
Der Fernsehsender Welt hat sein Angebot bereits 2023 abgeschaltet.
Andere Sender stellen bestimmte Themen nicht mehr im Teletext ein bzw. verschlanken das Angebot.

### Frankreich
In Frankreich hatte man einen grafisch aufwändigen Standard mit der Bezeichnung Antiope entwickelt, der aber nie weit verbreitet war und später durch Teletext abgelöst wurde.

### Vereinigtes Königreich
Nach Versuchen ab 1972 startete am 23. September 1974 als erstes Teletext-System der Welt im Vereinigten Königreich Ceefax, anfangs noch schwarz-weiß, bevor man im UK Teletext Standard auch verschiedene Schriftfarben ermöglichte. Der Ceefax-Leiter Colin McIntyre (1924–2012) gilt als Vater der Teletext-Philosophie, die auf Übersichtlichkeit und Aktualität setzt.
Ceefax wurde im Rahmen des Wechsels auf digitale Übertragungstechnik im Jahre 2012 stufenweise abgeschaltet. Anders als in Deutschland wird über digitale Kanäle kein klassischer Teletext übertragen, bis auf Teletext-Untertitel auf Tafel 888. Stattdessen wird BBC Red Button angeboten, welches eher an einen interaktiven, multimedialen Program Guide angelehnt ist.

### Schweden
Als erster Sender außerhalb des Vereinigten Königreichs begann SVT in Schweden am 12. März 1979 mit Teletext-Versuchssendungen.

### Österreich

ORF-Teletext-Logo

Als dritte Rundfunkanstalt in Europa mit Teletext folgte 1980 in Österreich der ORF. Als Geburtstag des ORF-Teletext wird der 21. Jänner 1980 angegeben. Gerhard Weis, damals Leiter der Abteilung „Öffentlichkeitsarbeit, Koordination und Unternehmensplanung“, las an diesem Tag einen Bericht in der Times über erste Versuche der BBC, die schon seit Ende der 1970er Jahre liefen. Deren Gerät konnte 64 gespeicherte Seiten anzeigen und wurde nun durch ein neues Gerät mit 200 möglichen Seiten ersetzt. Die alte Anlage wurde vom ORF gekauft und ab 9. Juli 1980 gab es tagsüber zu jeder halben Stunde „Kostproben“ auf den beiden FS 1 und FS 2 Fernsehprogrammen mit 64 Seiten. Ab 15. Dezember 1980 startete die zweite Phase mit einem auf 200 Seiten erweiterten Angebot. Damals gab es nur rund 500 teletexttaugliche Geräte. 2014 gab es mehr als 1400 Seiten und etwa zwei Drittel der Sendungen von ORF eins und ORF 2 wurden über die Seite 777 untertitelt. Das Angebot nutzten rund 1,9 Millionen Fernsehzuseher pro Woche und im Schnitt wurden rund 18,4 Millionen Seiten pro Tag aufgerufen. 2021 nutzten noch 12 Prozent der Österreicher den Teletext täglich (entspricht 1,07 Mio. Leser), 41 Prozent gehören zum weitesten Nutzerkreis. Von allen Nutzern sehen ihn 93 Prozent im Fernsehen, der Rest digital im Netz inklusive Mobile App. Der Medienpsychologe Peter Vitouch verweist auf die „komprimierte Form“ von maximal 23×40 Zeichen und sieht darin die eigentliche Stärke des Angebots: „Viele fühlen sich von Nachrichten überflutet und dadurch überfordert. Da ist die Reduktion eine Stärke.“ Obwohl offenbar nur noch der ORF Zahlen zur Textnutzung veröffentlicht, gibt es auch bei Servus TV absehbar keine Pläne, das Angebot irgendwann abzuschalten.
Der Teletext verschiedener Privatsender in Österreich musste sich häufig Kritik aussetzen, da dieser nicht jugendtauglich gestaltet wurde, die Information von Werbung verdrängt wird und „lediglich eine Plattform für Anzeigen und Reklamen darstellt“.
Gliederung des ORF-Teletexts
Seit 16. März 2009 hat der ORF-Teletext ein neues Design. Es können nun auch die Regionalnachrichten der Landesstudios abgerufen werden. Der Teletext des ORF ist in diversen Rubriken eingeteilt, dazu zählen „Sport“, „Politik“, „Chronik“ und „Programminformation“ sowie „Kultur und Show“, „Multimedia“, „Gesundheit“, „Reisen“, „Spiel und Sterne“ sowie „Help“. Als weiteren inhaltlichen Schwerpunkt des ORF TELETEXT werden die ebenfalls angebotenen Serviceinformationen angesehen, die seit einigen Jahren von Kooperationspartnern zur Verfügung gestellt werden. Die Services reichen von Wetterinformationen und fortwährend aktualisierten Börsen- und Marktdaten über Abflüge und Ankünfte der Flughäfen sowie Ankünfte und Abfahrten der Bahnhöfe. Es werden auch Verkehrsinfos oder Notdienst-Telefonnummern aufgelistet.
Der Teletext des ORF kann auch über das Internet abgefragt werden.

### Schweiz
Der Teletext des Schweizer Fernsehens DRS, dem Deutschschweizer Ableger der SRG, ist erstmals am 1. Oktober 1981 ausgestrahlt worden. Die anfänglich 64 Seiten wurden je zur Hälfte von der SRG und Videopress, einem Verein von zehn Zeitungsverlagen, bereitgestellt: Videopress verantwortete Nachrichten und Wirtschaft, die SRG Sport und Unterhaltung. Gesendet wurde von 10.00 Uhr bis zum Sendeschluss von TV RS. Die Ausstrahlung im TSR in der französischsprachigen Schweiz erfolgt seit 1985, im TSI im italienischen seit 1986. Seit 1994 werden im Teletext interaktive Dienste angeboten. NexTView bot der Schweizer Teletext zwischen 1997 und 2013 an. 2001 wurde eine durchschnittliche tägliche Besucherzahl von 1,17 Millionen, 2004 von 1,3 Millionen erreicht, im Jahr 2021 waren es immerhin noch 830.000 Nutzer täglich und 2,4 Mio. nutzen ihn zumindest gelegentlich. Obwohl neue Medien wie das Internet aufkamen, war der Nutzungsrekord während der Olympischen Spiele in Turin 2006.
Die Teletexte der Schweizer Fernsehen (seit 2011 Schweizer Radio und Fernsehen) können auch über das Internet abgefragt werden.
Einige Privatsender, Lokalsender oder Gemeindekanäle betreiben oder betrieben auch ein Teletext-System. So hat beispielsweise das Lokalfernsehen Region Sulgen in Zusammenarbeit mit dem St. Galler Tagblatt während einer Zeit von drei Jahren einen lokalen Teletext («Regio-Text») ausgestrahlt.

### USA
In den Vereinigten Staaten wurde bereits ab Ende der 1970er Jahre verschiedentlich mit Teletext experimentiert. Als aber dort 1990 ein spezieller Untertitel-Decoder für Hörgeschädigte in jedem neuen Fernsehgerät gesetzlich vorgeschrieben wurde, verzichteten die Hersteller darauf, zusätzlich einen allgemeinen Teletext-Decoder einzubauen. Daher wird dort heute praktisch kein Teletext mehr ausgestrahlt.

### Russland
In der Sowjetunion wurde der Teletext ab Mitte der 1980er Jahre verwendet. Allerdings nicht für den privaten Gebrauch, sondern für den internen Austausch von Meldungen innerhalb der staatlichen Nachrichtenagentur TASS, da die in der Sowjetunion hergestellten Fernseher für den Heimgebrauch keinen Decoder für den Teletext besaßen.
Erst nach dem Zerfall der Sowjetunion fasste der Teletext in Russland Fuß, war aber bei weitem nicht so stark verbreitet wie in westeuropäischen Ländern. 1994 führte der damalige Moskauer Lokalsender „31 kanal“ als erster Sender den Teletext ein. Aktuell verfügen die Sender Perwy kanal, TWZ und REN TV über Teletext. Auf den Sendern Rossija 1, Rossija K und NTW wird der Teletext ausschließlich zur Generierung von Untertiteln bei einigen Sendungen verwendet. Einige Sender, wie zum Beispiel MTV Rossija, haben den Teletext zwischenzeitlich wieder abgeschafft.

## Archivierung
Viele Anbieter unterhalten kein vollständiges Archiv gesendeter Teletext-Inhalte. So gaben etwa die britischen Anbieter BBC und Teletext Ltd. an, nicht jede produzierte Seite routinemäßig zu speichern. Oft wurden Seiten auch einfach im jeweiligen System direkt mit neuen Inhalten überschrieben, ohne dabei die alten Inhalte zu sichern. So finden sich im Archiv der BBC etwa nur eine begrenzte Zahl von Bildschirmfotos und anderen Materialien, hauptsächlich aus den Anfangstagen von Ceefax und den späten 1990ern. Weitere Inhalte blieben etwa durch Aufnahmen der Sendung „Pages from Ceefax“ erhalten, in deren Rahmen BBC One und BBC Two während der nächtlichen Sendepause Aufnahmen von Seiten des eigenen Teletextes ausstrahlten.
Viele Fragmente alter Teletext-Inhalte bleiben jedoch bis heute erhalten, da etwa bei VHS-Aufnahmen auch Teile des ausgestrahlten Teletextes mit aufgezeichnet wurden. Da die VHS-Technik jedoch Sendungen nur in einer verringerten Qualität speicherte, wurden jeweils nur Teile der mitgesendeten Teletext-Inhalte gespeichert. Andere Formate, die besser zur Speicherung von Teletext-Inhalten geeignet waren, wie etwa S-VHS, fanden nicht dieselbe Verbreitung.
Britischen Programmierern gelang es jedoch, alte Teletext-Inhalte anhand von VHS-Aufnahmen zu rekonstruieren. Hierzu wurden die Aufnahmen digitalisiert, die Teletext-Signale extrahiert und mittels hierzu entwickelter Algorithmen mehrere fragmentierte Versionen derselben Seite verglichen, um daraus möglichst fehlerfrei die ursprünglichen Inhalte wiederherzustellen.

## Verwandte Dienste
In der Austastlücke können auch verschiedene andere Daten übertragen werden, wie VPS-Signal, Daten (z. B. Channel Videodat), Musik oder Videos.
Beim digitalen Fernsehen sind, insbesondere ermöglicht durch den DVB-Standard MHP, grafisch und inhaltlich anspruchsvollere Inhalte als beim technisch in die Jahre gekommenen Teletext möglich. Zurzeit übernehmen allerdings die meisten Sender noch die Inhalte des Teletext auch für ihre digitalen Programme, um die Redaktionen zu entlasten. Die Programminformationen sind beim digitalen Fernsehen auch über den elektronischen Programmführer (EPG) abrufbar.
Zuweilen wird der Teletext wegen des Namens verwechselt mit dem Bildschirmtext (Btx), wozu auch beitrug, dass Btx in der Schweiz Videotex (ohne t am Ende) hieß.
Teletex dagegen ist eine weiterentwickelte Form des Fernschreibens.

## Teletext-Kunst

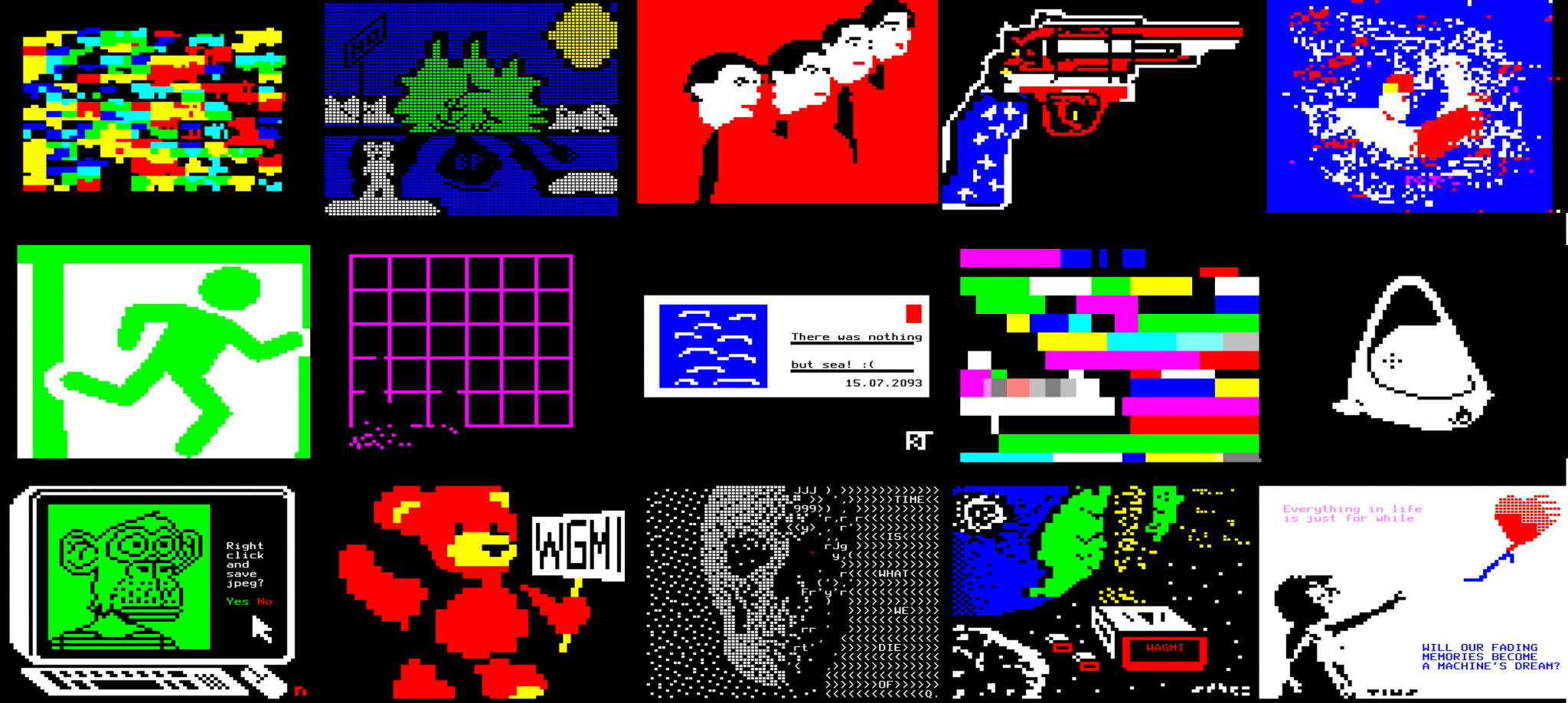
Collage von Teletext-Kunstwerken des Projektes TeleNFT

Die Möglichkeit zur Abbildung farbiger Zeichen und Pixel wird auch zur Erstellung von Teletext-Kunst genutzt. Eine Teletext-Seite im World Level 1 Format bietet 7-Bit-Farben und eine Arbeitsfläche mit 40 × 23 Sixeln, die jeweils ein Textzeichen oder 2 × 3 Pixel enthalten. Durch spezifische Steuerbefehle kann zwischen Text und grafischen Pixeln gewechselt werden und Effekte wie z. B. Rasterung, Blinken oder doppelte Zeilenhöhe hinzugefügt werden. Aus der gerasterten Arbeitsfläche und den begrenzten Darstellungsmöglichkeiten ergibt sich die typische Teletext-Optik im Stile der Pixel-Art.
In Kooperation mit dem Finnischen Staatsfernsehen YLE präsentiert und archiviert das Museum of Teletext Art seit 2014 internationale Teletext-Kunst online, on air sowie in Ausstellungen.
Beim Projekt TeleNFT wurde 2022 erstmalig Teletext-Kunst auf der Blockchain gespeichert, um sie zu archivieren und für Sammlungen zugänglich zu machen.